# Oczy Laury Mars
Oczy Laury Mars (Eyes of Laura Mars) – amerykański horror psychologiczny z 1978 roku

## Fabuła
Laura Mars, kontrowersyjna fotografka mody z Nowego Jorku od pewnego czasu jest dręczona przez koszmarne wizje. Widzi w nich serię zbrodni, których ofiarami padają ludzie, których znała. Wkrótce ci ludzie naprawdę okazują się martwi. Detektyw John Neville odkrywa uderzające podobieństwo między fotografiami Laury a utajnionymi zdjęciami z policyjnego archiwum i postanawia wyjaśnić niezwykłą zagadkę.

## Główne role
- Faye Dunaway - Laura Mars
- Tommy Lee Jones - John Neville
- Brad Dourif - Tommy Ludlow
- René Auberjonois - Donald Phelps
- Raúl Juliá - Michael Reisler
- Frank Adonis - Sal Volpe
- Lisa Taylor - Michelle
- Darlanne Fluegel - Lulu
- Rose Gregorio - Elaine Cassel
- Bill Boggs
- Steve Marachuk - Robert
- Meg Mundy - Doris Spenser
- Marilyn Meyers - Sheila Weissman